# کار مرجع از دیدگاه ارتباطات
تعریف ارتباط :
انتقال اطلاعات، اندیشه‌ها، نگرش، هیجانات از یک شخص یا گروهی به شخص یا گروه دیگر یا به‌طور اجمالی، “تعامل اجتماعی از طریق پیام ” را ارتباط می‌خوانند.
اجزای یک فرایند ارتباطی:
در تمام الگوهای ارتباطی سه عنصر عمده وجود دارد:
فرستنده پیام
پیام
گیرنده پیام
از عناصر دیگر قابل توجه در تحلیل فرایند ارتباط عنصر تأثیر است.
فرستنده برای ایجاد ارتباط باید حامل کانال‌هایی متناسب با پیام و ویژگی‌های گیرندگان انتخاب کند؛ بنابراین عنصر بعدی نیز به نام کانال یا وسیله ارتباطی لازم است.

## فرایند مرجع
تعریف برنارد واورک: کل فعالیت‌هایی فردی، حرفه‌ای و حتی غیر حرفه‌ای را که مستقیم یا غیرمستقیم که بر کتابخانه تأثیر می‌گذارد می‌توان در زمره متغیرهای فرایندهای مرجع به‌شمار آورد.
الن ریز: در سخنرانی خود در کنفرانس کلمبیا، فرایند مرجع را ترکیبی می‌داند از یک عمل متقابل پیچیده بین سؤال‌کننده و کتابدار مرجع ومنابع مرجعی که نه فقط مستلزم آشنایی و شناسایی منابع مرجع است بلکه، متغیرهای روانشناختی، جامعه شناختی و محیطی نیز سرو کار دارد.
در کل به همه فعالیت‌های که از طرح یک سؤال مراجعه‌کننده و به پاسخگویی از طرف کتابدار مرجع می‌انجامد را فرایند مرجع می‌گویند.
در فرایند مرجع و ارتباط چهار عنصر باید دخیل باشند که عبارتند از:
1. انتقال دهنده: کتابدار مرجع، نویسنده، سخنران
2. پیام :طرح سؤال و مباحثی را که در طی پرسش و پاسخ مطرح می‌شوند
3. روش انتقال: منابع چاپی، شفاهی، فیلم و…
4. گیرنده پیام: مراجعه‌کننده، شنوندگان رادیو و تلویزیون و…

نکته: مهم‌ترین فصل مشترک بین کتابدار مرجع و سؤال‌کننده عبارتند از زبان مشترک، آشنایی با موضوع، ایجاد ارتباط کلامی و غیر کلامی، مسائل روانشناختی و…
به هر حال در فرایند مرجع چهار عامل باید وجود داشته باشد:
1. کسی باشد که سؤالی را مطرح کند.
2. سؤالی یا درخواستی باید باشد که از یک «چرا» ی ساده تا مشکل پیچیده را شامل باشد.
3. کسی باید باشد که سؤال را پاسخ گوید.
4. پاسخگو باید منابعی در اختیار داشته باشد که به کمک آن‌ها به سؤال پاسخ دهد.

در سال ۱۹۴۹ شانون و ویور الگویی را ابداع کردند که به صورت گرافیگی نشان داده می‌شود. آن‌ها می‌خواستند با ارائه الگو درباره طبیعت ارتباط فنی پژوهش کنند. در این الگو برخی از ویژگی‌های اطلاع و ارتباط نظیر آنتروپی (احتمال گزینش) پرگویی (اطناب) تاثیر دارد.
در ارتباط فنی سعی بر این است که عامل خشه را کم کنند تا کارایی سیستم را افزایش دهند. این الگو خطی یکسویه و در یک جهت است.
نکته: منظور از خشه هر چیزی است که باعث قطع شدن، یا ایجاد اختلال در ارتباط می‌گردد و می‌تواند مشتمل بر صدایی بلند، به کار بردن یک اصطلاح استهزاآمیز، مشکلات فنی در نقل و انتقال اطلاعات، مشکلات زبان و معنایی باشد.

## الگوی آزگود
الگوی آزگود بر محور فرایند روان –زبان شناختی قرار دارد و در آن سعی می‌شو دکه معنا و در عین حال ارسال و دریافت پیام‌ها را نیز مد نظر قرار دهد.
آزگود از چند گانگی نقش انسان‌ها در فرایند ارتباط سخن می‌گوید، که این نقش‌ها هم حکم مبدأ در ارتباط و هم نقش مقصد. شخص واحد در چند زمان (نه به‌طور هم‌زمان) هم رمزگذاری می‌کند و هم رمز گشایی؛ یعنی شخص الف پیامی را رمزگذاری می‌کند و برای شخص ب ارسال می‌کند. ب پس از رمز گشایی پیام را دریافت می‌کند. پس الف مبدأ و ب مقصد است.
و حال اگر این جریان بر عکس شود ب مبدأ و الف مقصد است. پس فرد در عین حال شامل کارکردهای منبع و کاردهای مقصد است، یعنی ویژگی‌های فرستنده را دارد و هم ویژگی‌های گیرنده را.
زبان بدن:
به نظر آزگود علاوه بر اظهارات زبانی (گفت و گو و صحبت کردن) حالت بدن، حرکات سرو بدن، حالت صورت و حتی طرز کار کردن با اشیاء می‌تواند در پیام‌رسانی نقش مهم داشته باشد.
به‌طورکلی می‌توان گفت که در فرایند مرجع عوامل و متغیرهای زیادی دخیل هستند:
1. شرایط روانشناختی سؤال‌کننده و شرایط محیطی و فرهنگی و اجتماعی که در آن نیاز به اطلاعات ایجاد شده است.
2. شرایط روانشناختی کتابدار مرجع و مجموعه منابعی که برای پاسخگویی به سؤال مراجعه‌کننده دراختیار دارد.

جنبه غیر کلامی:
بردویستل متخصص برجسته ارتباط غیر کلامی معتقد است که ۶۵٪ از معنای اجتماعی در ارتباط بین دو نفر از طریق گروه غیر کلامی و تنها ۳۵٪ به وسیله گفتارهای شفاهی منتقل می‌شوند.
از این گذشته مطالعات و تجربیات نشان داده که وقتی پیام‌های کلامی و غیر کلامی متفاوت باشند، مردم غالباً به پیام‌های غیر کلامی که مشاهده می‌کنند اعتماد می‌کنند.